# Жужелица-улиткоед
Жужелица-улиткоед (лат. Cychrus caraboides) — вид жуков-жужелиц из подсемейства собственно жужелиц. Известно четыре подвида: номинативный подвид (C. c. caraboides), распространённый Европе и России (от центральной и северной Европейской части до центрального Урала), C. c. costai — в Италии, C. c. laticollis и C. c. zariquieyi — в Испании.

## Описание
Длина тела взрослых насекомых 14—21 мм. Жук весь одноцветный, чёрный.
Для имаго данного вида характерны следующие признаки:
- голова и мандибулы вперёдвыступающие; щупики длинные, с расширенным последним члеником, в особенности проявляется у самцов;
- усики и ноги длинные;
- переднеспинка плоская, в морщинистых точках;
- на надкрыльях нет цепочек и бугорков; в мелких зёрнышках.

В случае опасности жук издаёт скрипящие звуковые сигналы в знак предупреждения и для отпугивания хищников. Частота данного звука около 80 Гц.

## Экология
Обитают в лесах (лиственных и хвойных, тайге), лесостепях и нагорных вересчанниках. Взрослые насекомые проводят время поодиночке или в паре под сваленными гниющими деревьями или под корой деревьев. Особи — олигофаги, питаются в основном улитками, полностью выедая их и внутри раковины, а также слизняками. Личинки имеют узкое и удлинённое тело, приспособленное для охоты на улиток, в особенности на представителей Oxychilis.